# Nicolas Krauze
Pour les articles homonymes, voir Krauze.
 (février 2013).
Si vous disposez d'ouvrages ou d'articles de référence ou si vous connaissez des sites web de qualité traitant du thème abordé ici, merci de compléter l'article en donnant les références utiles à sa vérifiabilité et en les liant à la section « Notes et références ».
Nicolas Krauze est un chef d'orchestre français. Il dirige notamment l'Orchestre de chambre Nouvelle Europe, qu'il a co-fondé en 2003 et dont il est directeur artistique et musical.
Il a été nommé en 2013 premier chef invité du Almaty Symphony Orchestra, un des principaux orchestres symphoniques nationaux du Kazakhstan.
En 2018, il est nommé premier chef invité à la Philharmonie nationale d'Ukraine à Kiev, premier étranger de l'histoire à être nommé à ce poste.

## Parcours
Nicolas Krauze est le fils du journaliste, écrivain et éleveur de chevaux Jan Krauze.
Violoniste de formation, il étudie sept ans en Russie, Nicolas Krauze est diplômé de l'Institut Gnessine et du Conservatoire Tchaïkovski de Moscou. Il poursuit une carrière de chef d'orchestre freelance.

## Collaborations
En France, il a été invité à diriger l'Orchestre philharmonique de Monte-Carlo, l'Orchestre national d'Île-de-France, l'Opéra Orchestre national Montpellier Languedoc-Roussillon, l'Orchestre national de Lorraine, l'Orchestre national Avignon-Provence, l'Orchestre Lamoureux, l'Orchestre national des Pays de la Loire, l'Orchestre régional de Normandie et l'Orchestre symphonique régional de Limoges.
À l'étranger, il s'est produit avec certains des principaux orchestres symphoniques nationaux en Pologne (Orchestres symphoniques de Białystok, Lublin, Szczecin, Kielce, Gdansk, Łomża), Italie (Orchestre symphonique de Lecce, Orchestre national de Palerme, Orchestre symphonique des Arènes de Vérone), Hongrie (Orchestre symphonique de Györ, Philharmonie de Budapest), République tchèque (Orchestre symphonique d'Olomouc), Autriche (Wiener Concert-Verein), au Portugal (Orchestre Symphonique de Madère), en Équateur (Orchestres symphoniques de Guayaquil, Cuenca et Loja), au Kazakhstan (Orchestre national d'Alma-Ata et Almaty Symphony Orchestra) et en Ukraine (Orchestres philharmoniques de Kiev et Lviv), Russie (Orchestres philharmoniques de Barnaul, Samara, Voronezh).
Il a dirigé des solistes tels que Renaud Capuçon, Alexandre Kantorow, François-René Duchâble, Lise de la Salle, Henri Demarquette, Nemanja Radulovic, Gérard Caussé, Alexandra Soumm, Alena Baeva, Vadim Kholodenko, Plamena Mangova, Astrig Siranossian, Aylen Pritchin, Tatjana Vassiljeva, Svetlin Roussev, David Grimal, Nicolas Dautricourt, Jean-François Zygel, Sandor Javorkaï, Maja Bogdanovic, Romain Leleu, Marc Laforet, François Dumont, Krzysztof Jakowicz, Marat Bisengaliev ou encore Denis Kojoukhine.
Dans le domaine lyrique, il a été invité à diriger en tournées plusieurs productions totalisant une centaine de représentations en Europe (Faust, Aida, Thaïs, L'Élixir d'amour, Don Pasquale, Les Noces de Figaro, Trois Valses, La Veuve Joyeuse, La vie parisienne...).
Au-delà de sa carrière de chef invité, Nicolas Krauze est directeur musical et artistique de l'Orchestre de chambre Nouvelle Europe avec lequel il a donné plus de quatre cent concerts et enregistré deux disques.
En 2018 il est nommé premier chef invité à la Philharmonie nationale d'Ukraine à Kiev, premier étranger nommé à ce poste.
Entre 2021 et 2022, il est invité à diriger des productions symphoniques et lyriques en France, Ukraine, Pologne, Russie, Kazakhstan, Corée du Sud, Chine, Brésil, Argentine et Uruguay.